# Pulga
El Pulga (en català, puça) fou un microcotxe concebut entre 1951 i 1953 per tres amics mallorquins, sembla que residents a les possessions de Son Serra o Sa Vileta de Palma: Joan Llabrés Bauzá, Vicenç Mas Cardell i Antoni Frau Navarro (el darrer, mecànic de professió i amo dels "Tallers Frau"). A l'hora de fabricar-los, però, els mallorquins decidiren de fer-ho a les localitats valencianes d'Ontinyent i L'Olleria, a la Vall d'Albaida (la carrosseria la realitzà l'empresa "Carrocerías Gil" d'Ontinyent). Per bé que es desconeix la quantitat real d'exemplars que se'n fabricaren, tot apunta que foren ben pocs.
El Pulga era un vehicle de tres rodes (una d'anterior i dues al darrere) i tenia capacitat per a dues places. El xassís era de tub d'acer i estava equipat amb un motor anterior de 125 cc i 2,5 hp que girava a 4.000 rpm. El seu consum era de 2,5 litres als 100 km i podia assolir els 75 km/h. En algunes fonts coetànies, el vehicle apareix també documentat amb el nom de Topolino.